# Grandidierit
Grandidierit velice vzácný minerál a drahokam objevený v roce 1902 v jižní části ostrova Madagaskar. Pojmenován byl na počest francouzského biologa a badatele Alfreda Grandidiera (1836–1912), který se přírodou Madagaskaru zabýval.